# Karmei Tzur
Karmei Tzur (hebräisch כרמי צור, deutsch Weinberge von Zur) ist eine israelische Siedlung im Westjordanland mit 1047 Einwohnern (2016). Sie liegt östlich der israelischen Sperrmauer, gut acht Kilometer von der grünen Linie entfernt, nördlich von Hebron.
Die Siedlung wurde 1984 von Jeschiwa-Studenten, Siedlern aus Allon Schewut gegründet und gehört zum Siedlungsblock Gusch Etzion. Sie wurde benannt nach dem nahegelegenen biblischen Ort Beit Tzur (Josua 15,58). Karmei Tzur liegt zwischen den palästinensischen Ortschaften Bait Ummar und Halhul. Für die Errichtung der Siedlung wurde teilweise Land der Bewohner von Bait Ummar und Halhul enteignet. Im Januar 2001 gründeten die Siedler von Karmei Tzur 400 Meter von der Siedlung entfernt den auch nach israelischem Recht illegalen Außenposten Tzur Shalem.